# Corporación Universitaria Latinoamericana
La Corporación Universitaria Latinoamericana (CUL), anteriormente conocida por el nombre de Corporación Instituto de Artes y Ciencias (CIAC), es una institución de educación superior de Barranquilla, Colombia. La universidad cuenta con el reconocimiento oficial por parte del Ministerio de Educación de Colombia, quien otorgó la licencia de funcionamiento el 30 de abril de 1965.

## Historia
Los miembros fundadores de la Corporación Universitaria Latinoamericana son Eduardo Crissién Samper, Nulvia Borrero Herrera, Rubén Maury Pertuz y María Ardila de Maury. Inicialmente la institución ofreció servicios educativos en los programas de Administración, Arquitectura y Técnicos en Laboratorios, con el objetivo de brindar oportunidades accesibles a los estudiantes en el mercado laboral.
Durante finales de la década de 1990, la entonces corporación llamada CIAC, estuvo afiliada a la Asociación de Instituciones de Educación Superior de la Costa Atlántica, con el objetivo de difundir e impulsar la investigación, docencia, ciencia y demás servicios universitarios.
Es una de las instituciones de educación de Colombia pioneras en el servicio de programas Técnico Superior. La CUL mantiene alianzas estratégicas con los Centros Regionales de Educación Superior con el objetivo de ampliar la cobertura de Educación Superior en diversos municipios del departamento del Atlántico. Además está afiliada a la Asociación Colombiana de Universidades y al Consejo Regional de Educación Superior.